# Kraftmaschine

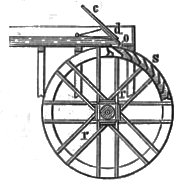
Oberschlächtiges Wasserrad

Wärmekraftmaschine: Energiebilanz

Eine Kraftmaschine ist eine Maschine, die eine Energie-Form wie chemische, thermische oder elektrische Energie in mechanische Energie (auch mechanische in eine andere mechanische Energieform) umwandelt, indem sie eine gegen eine Kraft gerichtete Bewegung ausführt. Der Begriff Kraftmaschine stammt aus der Zeit, als Kraft noch als Synonym für Energie gebraucht wurde. Die Kraftmaschine stellte die für den Antrieb  einer arbeitenden Maschine (Arbeitsmaschine) erforderliche mechanische Energie zur Verfügung.
Von Kraftmaschinen anzutreibende Arbeitsmaschinen sind z. B.  Pumpen, Gebläse, Verdichter, Werkzeugmaschinen und Fahrzeuge. Oft werden sie auch als Motor (von lateinisch movēre, mōvī, mōtum ‚bewegen‘) bezeichnet. Man unterscheidet sie beispielsweise nach der verwendeten Energiequelle in:

## Fluidkraftmaschinen
- Hydraulische Kraftmaschinen (Hydraulikmotoren), speziell Wasserkraftmaschinen: Wasserrad, Wasserturbinen
- Windkraftmaschinen: Widerstandsläufer, Auftriebsläufer, Darrieus-Rotor, Chinesische Windmühle
- Thermische Fluidkraftmaschinen (Wärmekraftmaschinen):
  - ohne direkte Verbrennung: Organic Rankine Cycle zur Nutzung von Geothermie oder Solarwärme (Solarwärmekraftwerk)
  - mit äußerer Verbrennung: Dampfturbine, Dampfschraubenmotor, Dampfmaschine, Dampfmotor, Stirlingmotor
  - mit innerer Verbrennung (Verbrennungskraftmaschinen): Verbrennungsmotoren, Gasturbinen, Staustrahltriebwerk

## Elektrische Kraftmaschinen
- Elektromotoren
- elektromagnetische Linearantriebe (Linearmotoren): Transversalflussmaschinen, Lautsprecher, Transrapid
- Elektrostatische Motoren
- Piezoelektrische Motoren

Elektrothermische Antriebe gehören zu den thermischen Fluidkraftmaschinen (Wärmekraftmaschinen) und nutzen Elektrizität nur als Wärmequelle.